# 린자니산

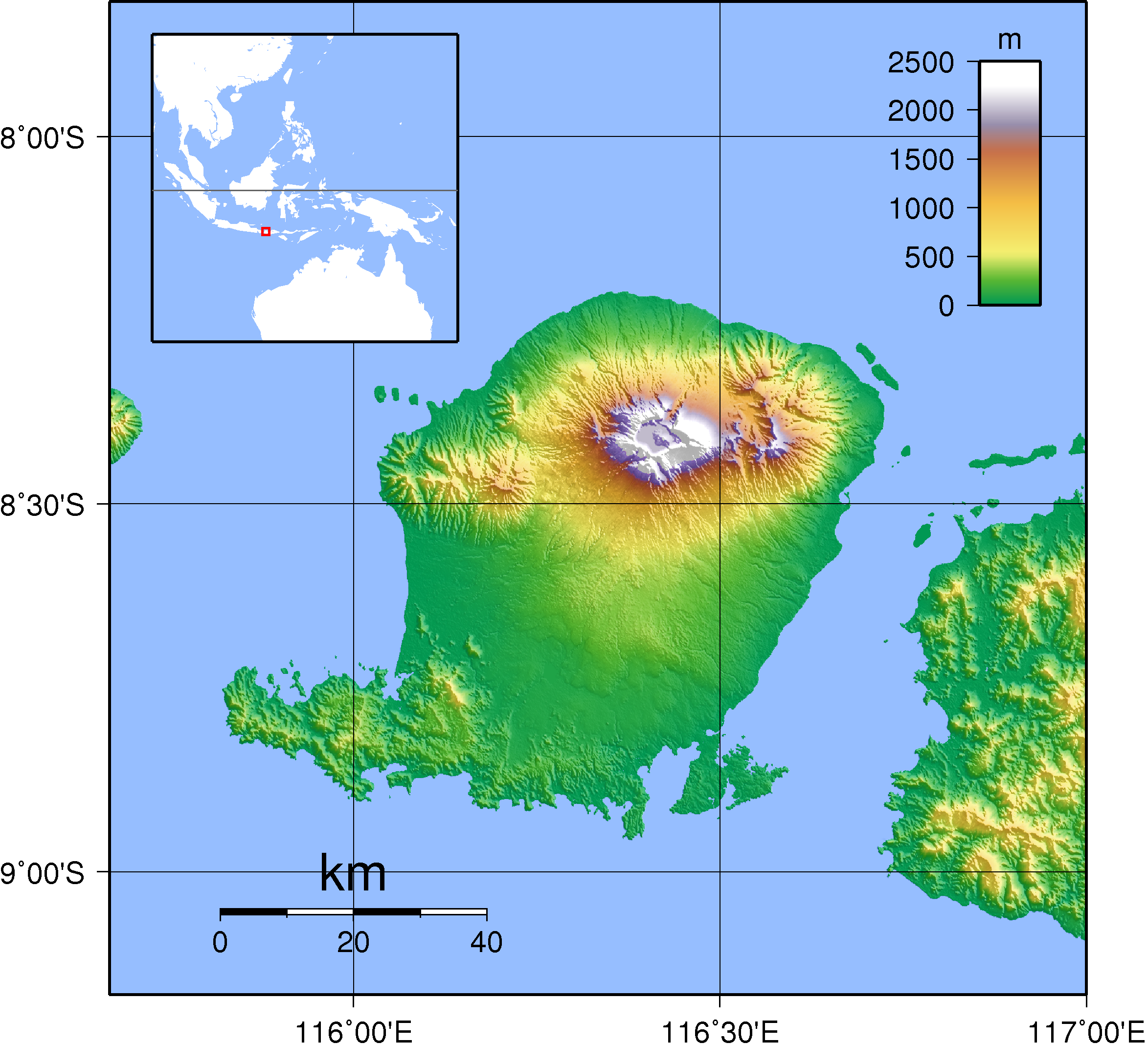
린자니산의 위치

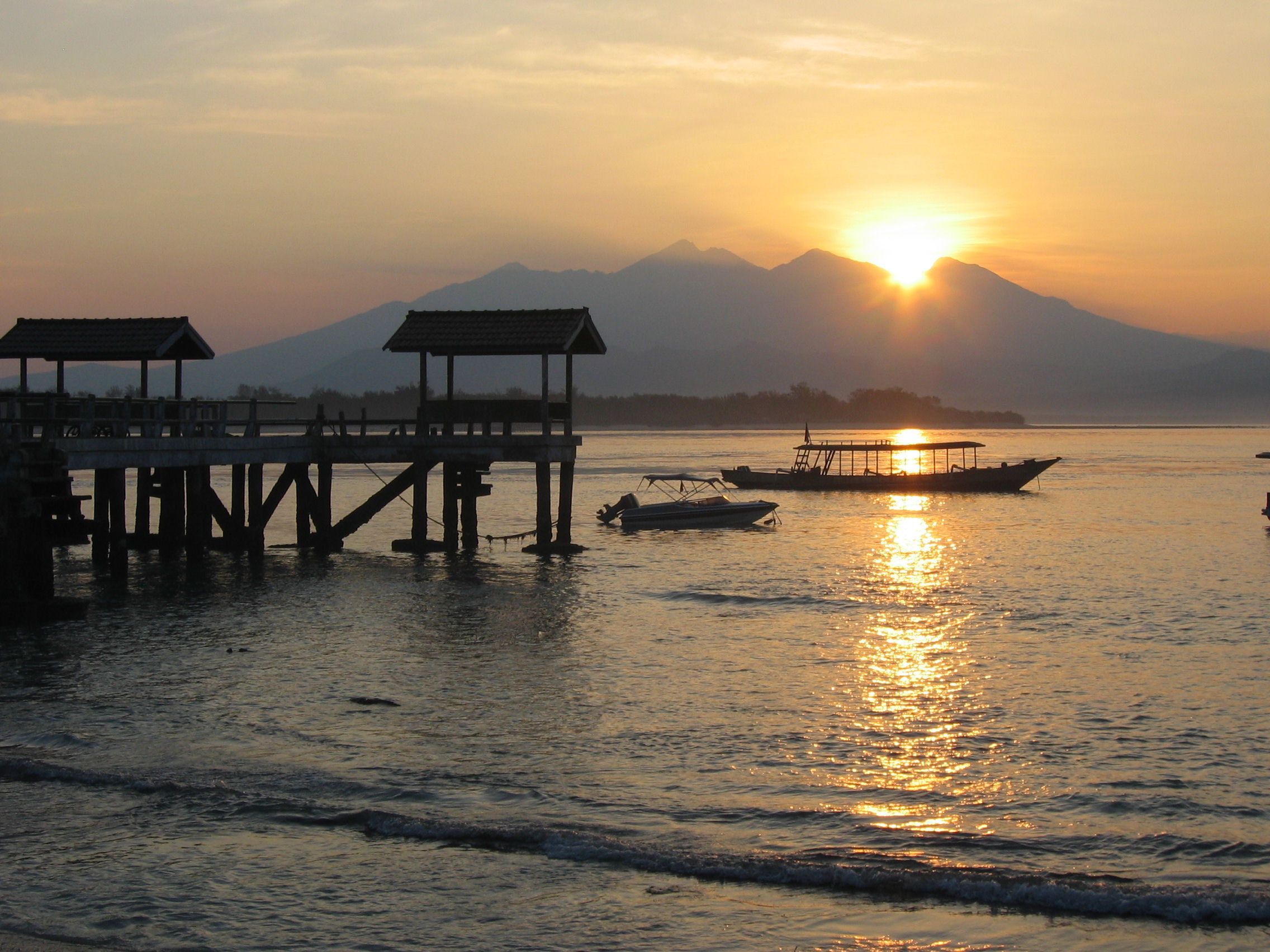
린자니산의 일출

린자니산(Mount Rinjani)은 인도네시아의 롬복섬에 있는 화산으로, 성층 화산이며, 활화산이다. 이 산은 해발 3,726m로 인도네시아의 화산들 중 3번째로 크다. 또 높이는 2번째로 높다. 지금은 칼데라에 호수가 있는 칼데라호가 있는데, 칼데라 호에 작은 기생화산을 품고 있다. 기생화산의 이름은 바루 산(Gunung Baru)이다. 이 화산도 성층 화산이다. 지금은 분화가 바루 산에서 발생하고 있다. 이 산은 1977년에 국립공원으로 지정되었다.